# NGC 4837/1
NGC 4837/1 је галаксија у сазвежђу Ловачки пси која се налази на NGC листи објеката дубоког неба.
Деклинација објекта је + 48° 17' 46" а ректасцензија 12h 56m 47,8s. Привидна величина (магнитуда) објекта NGC 4837 износи 13,4 а фотографска магнитуда 14,4. NGC 48371 је још познат и под ознакама UGC 8068, MCG 8-24-11, CGCG 245-6, 1ZW 46, IRAS 12545+4834, PGC 44188.